# Annika Jakobsen
Pour les articles homonymes, voir Jakobsen.
Annika Jakobsen, née le 25 février 1997 à Horsens, est une handballeuse danoise, qui évolue au poste de pivot.

## Palmarès

### En club
compétitions internationales
- vainqueur de la coupe d'Europe des vainqueurs de coupe en 2015 (avec FC Midtjylland Håndbold)

compétitions nationales
- champion du Danemark en 2015 (avec FC Midtjylland Håndbold)
- vainqueur de la coupe du Danemark  en 2015 et 2016 (avec FC Midtjylland Håndbold)

### En équipe nationale
autres
- vainqueur du championnat du monde junior en 2016[2]
- vainqueur du championnat d'Europe junior en 2015[3]
- troisième du championnat d'Europe jeunes en 2013[4]